# Вербовка (Луганская область)
Вербовка (укр. Вербівка) — село, относится к Антрацитовскому району Луганской области Украины. Под контролем самопровозглашённой Луганской Народной Республики.

## География
Соседние населённые пункты: город Ровеньки на юге, село Лозы, посёлки Новоукраинка, Пролетарский, Кошары на юго-западе, Ясеновский, сёла Чапаевка, Красный Колос на западе, Картушино, Ребриково, Македоновка, Зеленодольское на северо-западе, Мечетка на севере, Каменка, Палиевка, Нагорное на северо-востоке, Николаевка, Коробкино, посёлки Великокаменка на востоке, Кленовый, Новодарьевка на юго-востоке.

## Население
Население по переписи 2001 года составляло 129 человек.

## Общие сведения
Почтовый индекс — 94667. Телефонный код — 6431. Занимает площадь 0,446 км². Код КОАТУУ — 4420386602.

## Местный совет
94665, Луганская обл., Антрацитовский р-н, c.Ребриково, ул.Советская, д.10а